# Pere Alsius i Torrent
Pere Alsius i Torrent (Bañolas, Gerona; 1839-Bañolas, 1915) fue un farmacéutico e historiador prehistoriador español. Puede ser considerado como uno de los eruditos más importantes de finales del siglo XIX en Cataluña, muy ligado al fenómeno cultural de la Renaixença.
Fue un pionero en algunas disciplinas científicas, como la Prehistoria, que él contribuyó a crear. Su excavación en 1871 de los sedimentos magdalenienses en la Bora Gran d'En Carreras es una de las primeras aportaciones –y la de más alto nivel– de la Prehistoria de Cataluña, tal y como reconoció Pedro Bosch-Gimpera en 1919. Esta excavación sirvió de base para un manuscrito (El magdaleniense en la provincia de Gerona, 1907), la mayor parte del cual se encuentra inédito.
Es conocido internacionalmente por el descubrimiento y primer estudio sobre la Mandíbula de Bañolas descubierta en 1887, uno de los primeros fósiles humanos paleolíticos descubiertos en Europa. Hoy en día, la mandíbula de Bañolas, tal como se la conoce, es uno de los signos más distintivos de esta ciudad.

## Obra
- L'estany de Banyolas (1871)[3]
- Breu ensaig geòlogich de la conca de Banyolas (1871)
- Ensaig históric sobre la vila de Banyolas. Estampa de L.Obradors y P.Sulé (1872)
- Nomenclátor geográfico histórico de la província de Gerona des de la mas remota antigüedad hasta el siglo XV.  Imprenta y Librería de Paciano Torres (1883)
- Seriña reseña històrica de este pueblo desde la más remota antigüedad hasta nuestros días (1895)
- Banyoles: Estampa de F. Mateu i Vilardell (1895)
- El magdaleniense en la provincia de Gerona (1907)
- Centenari de la guerra de la independencia. Homenatje al Doctor Rovira y demés fills de Banyolas y Comarca que ́s sacrificaren per la Patria (1909)
- Centenari de la guerra de la Independencia: homenatje al doctor Rovira y demés fills de Banyoles. Banyolas: [s.n.], 1909.
- Ensaig històrich sobre la vila de Banyolas: homenatge al doctor Rovira y demés fills de Banyolas y comarca que's sacrificaren per la Patria